# Olof Nilsson i Göteborg
Karl Olof Nilsson, född 3 augusti 1896 i Alfshögs församling i Hallands län, död 24 juli 1968 i Karl Johans församling i Göteborg, var en svensk trafikförman och riksdagspolitiker (socialdemokrat).
Nilsson var ledamot av riksdagens andra kammare från 1933, invald i Göteborgs stads valkrets. Han är begravd på Västra kyrkogården i Göteborg.